# Leibniz-Institut DSMZ-Deutsche Sammlung von Mikroorganismen und Zellkulturen

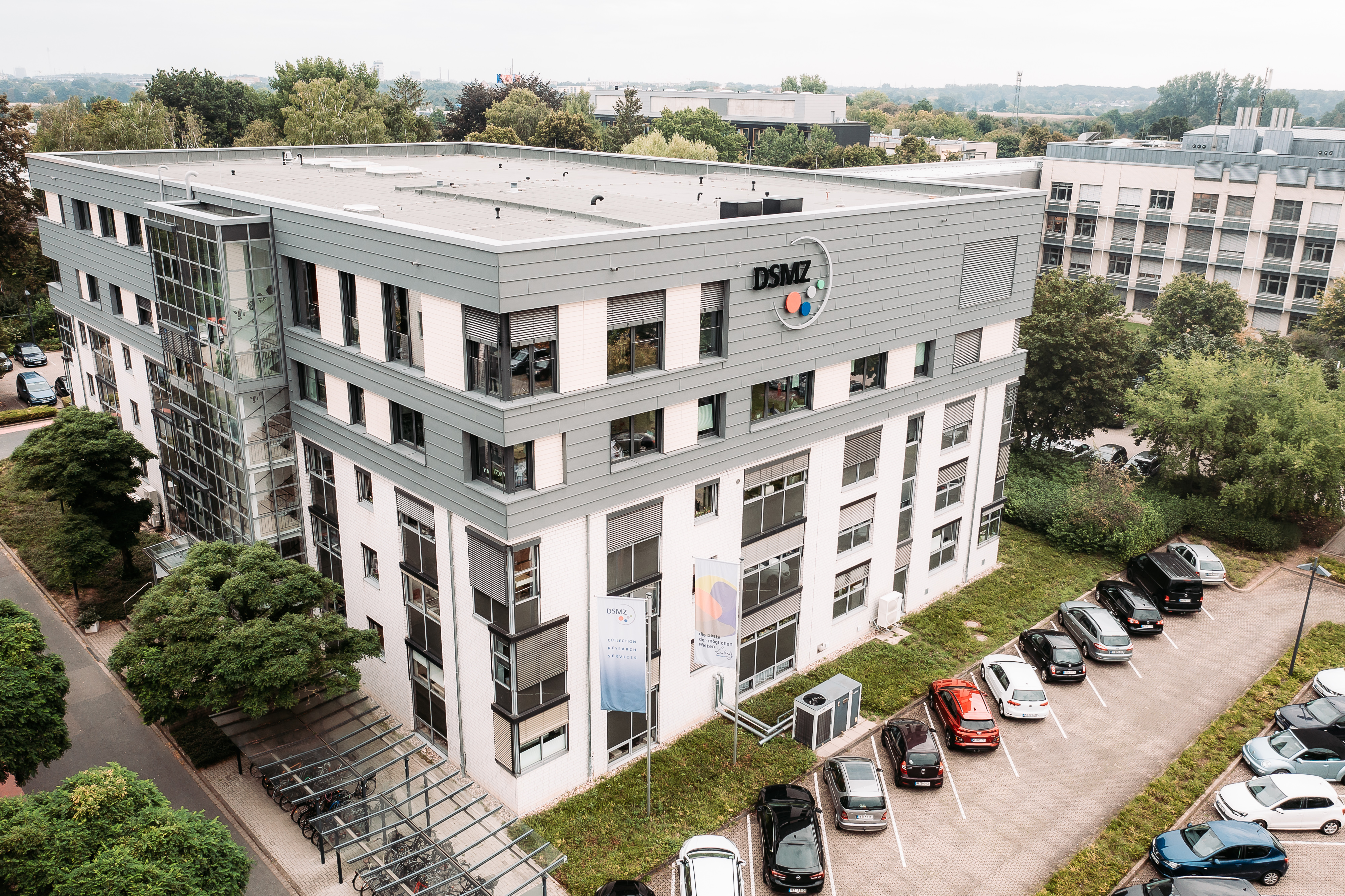
Hauptgebäude der DSMZ in Braunschweig

Das Leibniz-Institut DSMZ-Deutsche Sammlung von Mikroorganismen und Zellkulturen ist eine Forschungsinfrastruktur in der Leibniz-Gemeinschaft mit Sitz in Braunschweig. Die DSMZ ist die weltweit vielfältigste Sammlung von Bioressourcen (Stand 2024: 87.500 Bioressourcen). Hierzu zählen Mikroorganismen (darunter mehr als 38.000 Bakterien-Stämme, 760 Archaeen-Stämme, 9.500 Stämme von Hefen und Pilzen) sowie mehr als 940 menschliche und tierische Zellkulturen, über 930 Pflanzenviren (zertifiziert nach ISO 17034), über 1.380 Bakteriophagen und 250 Plasmide, sowie Diatomeen, Protisten und Algen (Stand 2024).
Wissenschaftlicher Direktor des Leibniz-Instituts DSMZ ist seit 2010 der promovierte Mikrobiologe Jörg Overmann. Er hat eine Professur für Mikrobiologie an der TU Braunschweig. Seit August 2018 leitet er das Institut in einer Doppelspitze mit Bettina Fischer als administrative Geschäftsführerin. Gesellschafter der DSMZ ist das Niedersächsische Finanzministerium.

## Geschichte
1969 wurde der Beschluss zur Etablierung einer Sammlung für Mikroorganismen Göttingen (SMG) innerhalb der Abteilung Ernährungsphysiologie der Mikroorganismen mit Mikrobenbank am Göttinger Institut für Mikrobiologie der Gesellschaft für Strahlenforschung (GSF) gefasst. 1973 wurde als offizieller Name Deutsche Sammlung von Mikroorganismen (DSM) gewählt. Dieses wurde 1974
als offizielle Hinterlegungsstelle durch das Deutsche Patentamt| anerkannt. 1976 wurde das ausgegliedert und eigenständig am Institut für Mikrobiologie geführt und 1979 zur Gesellschaft für Biotechnologische Forschung (GBF) Braunschweig transferiert. 
1981 wurde die DSM als internationale Hinterlegungsstelle für Patentzwecke gemäß dem Budapester Vertrag anerkannt. Als neue Sammlungsgebiete wurden 1987 Pflanzenzelllinien sowie menschliche und tierische Zellkulturen hinzugefügt. 1988 wurde die Einrichtung in Deutsche Sammlung von Mikroorganismen und Zellkulturen umbenannt und als GmbH mit dem Land Niedersachsen als einzigem Gesellschafter (niedersächsisches Finanzministerium) weitergeführt. 1990 wurde mit dem Aufbau der Pflanzenviren-Sammlung begonnen. 1996 wurde das DSMZ Einrichtung der Blauen Liste und in der Nachfolge Mitglied der Leibniz-Gemeinschaft. 2004 wurde das Qualitätsmanagementsystem nach DIN EN ISO 9001:2000 etabliert. Mit der Abteilung Mikrobielle Ökologie und Diversitätsforschung wurde 2010 ein sammlungsunabhängiger Forschungsbereich geschaffen.
2011 erfolgte die Umbenennung in Leibniz-Institut DSMZ-Deutsche Sammlung von Mikroorganismen und Zellkulturen GmbH. Es wurde die Abteilung Bioinformatik eingerichtet und die Hochdurchsatz-DNA-SequenzierungEtablierung  und ein Online-Shops für den Versand biologischer Ressourcen etabliert. Im Jahre 2012 ging die  neuartige phänotypische Datenbank BacDive der DSMZ online. 2014 wurde die Forschungseinheit Mikrobielle Genomforschung im Rahmen der Beteiligung der DSMZ am Deutschen Zentrum für Infektionsforschung (DZIF) eingerichtet, 2016 die neue Sammlungsabteilung Bioressourcen für Bioökonomie und Gesundheitsforschung etabliert.
2018 wurde das DSMZ die erste registrierte Sammlung zur Umsetzung des Nagoya-Protokolls in der EU. Zwei Jahre später zog die Abteilung Bioressourcen für Bioökonomie und Gesundheitsforschung in das neue Zentrum für Wirkstoff- und Funktionelle Genomforschung auf dem Science Campus Braunschweig-Süd ein und wurde durch den Senat der Leibniz-Gemeinschaft erfolgreich evaluiert. 2021
ging die von der DFG geförderte Nationalen Forschungsdaten-Infrastruktur NFDI4Microbiota an den Start und dieeinrichtung war an der Erstellung des Positionspapiers zur Erhaltung der Biodiversität durch OpenDSI im Rahmen des Leibniz-Forschungsnetzwerk Biodiversität beteiligt. Die Zahl der bei der DSMZ hinterlegten Bioressourcen erreichte 2022 die Zahl von über 84.000. In diesem Jahr wurde auch die Abteilung Science Policy und Internationalisierungeingerichtet. 2023 wurde die Abteilung Bioinformatik und Datenbanken mit der Abteilung IT zur Abteilung  Bioinformatik, IT und Datenbanken zusammengelegt.

## Struktur
Bei der DSMZ arbeiten über 200 Forschende und Angestellte. Sie ist eine als gemeinnützig anerkannte Forschungsinfrastruktur. 2018 wurde das Leibniz-Institut DSMZ als weltweit erste registrierte Sammlung nach EU-Richtlinie 511/2014 anerkannt und bietet allen Nutzern die notwendige Rechtssicherheit im Umgang mit ihren Bioressourcen gemäß dem sogenannten Nagoya-Protokoll.
Die DSMZ ist Partner in internationalen Organisationen wie der European Culture Collections Organisation (ECCO), der World Federation for Culture Collections (WFCC) und der Global Biodiversity Information Facility (GBIF).
Die DSMZ ist seit November 2010 durch die audit berufundfamilie® GmbH zertifiziert. Das audit berufundfamilie ist ein strategisches Managementinstrument, das bei der Umsetzung einer nachhaltigen familien- und lebensphasenbewussten Personalpolitik unterstützt.

## Aufgaben
Die DSMZ ist ein weltweiter Dienstleister mit mehr als 13.000 Kunden in über 90 Ländern und stellt Mikroorganismen und Zellkulturen für die universitäre, außeruniversitäre und industrielle Forschung in den Lebenswissenschaften zur Verfügung. Außerdem dient sie als Patent- und Sicherheitshinterlegungsstelle für biologisches Material (insgesamt über 12.800 Bioressourcen) gemäß den Richtlinien des Budapester Vertrags. Sie ist die einzige Patenthinterlegungsstelle für Bioressourcen in Deutschland. Die am Leibniz-Institut DSMZ durchgeführten Prozesse sind nach verschiedenen unabhängigen Verfahren zertifiziert, darunter ISO / TC 276 Biotechnology, DIN EN ISO 9001 und OECD "Best Practice Guidelines for Biological Resource Centres". Die DSMZ verfügt ausschließlich über Bioressourcen der Risikogruppen 1 und 2.

## Abteilungen
Zu den neun Abteilungen der DSMZ zählen neben den Forschungsabteilungen Mikrobielle Ökologie und Diversitätsforschung und Mikrobielle Genomforschung die Sammlungsabteilungen Mikroorganismen, Bioressourcen für Bioökonomie und Gesundheitsforschung, Menschliche und Tierische Zellkulturen und Pflanzenviren sowie die Abteilungen Services und Bioinformatik, IT und Datenbanken und Science Policy und Internationalisierung. Das Organigramm der DSMZ ist online einsehbar.

## Digital Diversity
Durch die Vernetzung wissenschaftlicher Datenbanken und die Bereitstellung wichtiger Ressourcen leistet die DSMZ einen Beitrag zur globalen Forschung, indem es die Untersuchung der mikrobiellen Vielfalt erleichtert und Forschung global unterstützt. Die DSMZ-Initiative Digital Diversity verfolgt das Ziel, eine integrierte Biodateninfrastruktur zu schaffen, um den Zugang zu qualitativ hochwertigen Forschungsdaten in den Lebenswissenschaften und deren Analyse zu verbessern. 
Die Datenbanken SILVA und LPSN wurden 2024 von der Global Biodata Coalition (GBC) ausgezeichnet und in ihrer grundlegenden Bedeutung für die weltweite naturwissenschaftliche Forschungsgemeinschaft bestätigt. Die Datenbank BacDive wurde zeitgleich mit dem ELIXIR Core Data Resource Award ausgezeichnet.
Die Tools der DSMZ Digital Diversity sind öffentlich zugänglich und kostenlos. Folgende digitale Ressourcen werden bisher der Forschung zur Verfügung gestellt:
- BRENDA (the world’s most comprehensive enzyme information repository)
- Silva (quality checked and aligned ribosomal RNA sequence data)
- BacDive (bacterial Diversity Metadatabase) – Bakterien und Archaeen
- LPSN (list of Prokaryotic names with Standing in Nomenclature)
- TYGS (type Strain Genome Server)
- MediaDive (collection of cultivation media and growth conditions)
- DSMZCellDive (tools for diving into Cell Line Data)
- Staininfo (service for resolving microbial strain identifiers)
- PhageDive (database for bacteriophage and archaeal viruses)